# 德溫 (布拉提斯拉瓦)
德温是位於斯洛伐克多瑙河沿岸的一個村莊。現在德温是斯洛伐克首都布拉提斯拉瓦的一部分，在行政區劃上屬於布拉提斯拉瓦4區。德温是德温城堡的所在地。